# Basiothia schenki
Basiothia schenki is een vlinder van de familie van de pijlstaarten (Sphingidae), van de onderfamilie van de Macroglossinae. De wetenschappelijke naam van deze soort is voor het eerst voorgesteld als Chaerocampa schenki door Heinrich Benno Möschler in een publicatie uit 1872.

## Verspreiding
De soort komt voor in Zimbabwe en Zuid-Afrika.

## Waardplanten
De rups leeft op Vernonia sp. (Asteraceae).